# Galenobismutite
La galenobismutite (simbolo IMA: Gbit) è un minerale appartenente alla famiglia dei "solfuri e solfosali" con composizione chimica PbBi2S4.

## Etimologia e storia
Il nome galenobismutite deriva dalla sua composizione chimica, simile alla galena (PbS) e con la presenza del bismuto.
Il minerale fu scoperto e descritto per la prima volta nel 1878 da Hjalmar Sjögren (1856 - 1922), mineralogista, petrografo e ingegnere minerario svedese, nella miniera di "Ko" nel Värmland (Svezia).
Un sinonimo di galenobismutite è bismutoplagionite.

## Classificazione
La classica nona edizione della sistematica dei minerali di Strunz, aggiornata dall'Associazione Mineralogica Internazionale (IMA) fino al 2009, elenca la galenobismutite nella classe "2. Solfuri e solfosali" e nella sottoclasse "2.J Solfosali di archetipo PbS"; questa viene suddivisa più finemente in base alla composizione chimica, in modo da trovare la galenobismutite nella sezione "2.JB Derivati dalla galena, con Pb" dove forma il sistema nº 2.JB.45 insieme ad ángelaite e weibullite.
Tale classificazione subisce una leggera variazione nell'edizione successiva, proseguita dal database "mindat.org" e chiamata Classificazione Strunz-mindat: qui la galenobismutite è sempre nella classe "2. Solfuri e solfosali" e nella sottoclasse "2.J Solfosali di archetipo PbS"; qui viene però collocata nella sezione "2.JC Derivati dalla galena, con Tl" dove è l'unico membro del sistema nº 2.JC.25e.
Nella Sistematica dei lapis (Lapis-Systematik) di Stefan Weiß la galenobismutite si trova nella classe dei "solfuri e solfosali (solfuri, seleniuri, tellururi, arseniuri, antimoniuri, bismuti)" e nella sottoclasse dei "solfosali (S : As,Sb,Bi = x)"; qui è nella sezione dei "solfosali di piombo con bismuto (x= 6,0 - 1,6); serie della galenobismutite" dove forma il sistema nº II/E.34 insieme a cannizzarite, cosalite, felbertalite, junoite, litochlebite, mozgovaite, nordströmite, padĕraite, proudite, watkinsonite, weibullite e wittite.
Anche la classificazione dei minerali secondo Dana, usata principalmente nel mondo anglosassone, elenca la galenobismutite nella famiglia dei "solfuri e solfosali"; qui è nella classe dei "solfosali" e nella sottoclasse dei "solfosali con rapporto z/y = 2 e composizione (A+)i(A2+)j[ByCz], A = metalli, B = semimetalli, C = non metalli" dove forma il "gruppo della galenobismutite" con il numero di sistema 03.07.09 insieme a berthierite, garavellite, klerite e sakharovaite.

## Abito cristallino
La galenobismutite cristallizza nel sistema ortorombico nel gruppo spaziale Pnam con i parametri reticolari a = 11,65 Å, b = 14,49 Å e c = 4,08 Å, oltre ad avere 4 unità di formula per cella unitaria.

## Origine e giacitura
La galenobismutite ha origini idrotermali e si trova in paragenesi con aikinite, bismuto nativo, cosalite, galena, joseite, oro nativo, pirite, quarzo, tellurobismutite, tetraedrite e tetradimite.
Sebbene i siti di ritrovamento sparsi per il mondo siano molti, la galenobismutite è stata trovata in scarse quantità, cosa che ne fa un minerale raro. La località tipo è "Kogruvan" (59.83358°N 14.1244°E) nei pressi di Filipstad (Svezia). Altri siti svedesi sono il distretto minerario di "Persberg", anch'esso nel Värmland, la miniera di "Boliden" (contea di Västerbotten), le miniere di "Gladhammar" presso Västervik e la miniera "Bovik" a Svärdsjö.
In Italia è stata trovata a Bagnolo Piemonte e Druogno (Piemonte); Gadoni, La Maddalena e Guspini (Sardegna); Lipari (Sicilia); a Frassilongo e Vignola-Falesina (Trentino-Alto Adige); infine, Campiglia Marittima (Toscana).
Altri siti in Europa si contano in Svizzera, Norvegia, Polonia, Portogallo, Romania, Spagna e Regno Uniti; fuori dall'Europa, solo per citarne alcuni, la galenobismutite è stata trovata in Russia, Stati Uniti, Tagikistan, Sud Corea, Sudafrica, Giappone, Perù e Marocco.

## Forma in cui si presenta in natura
La galenobismutite forma cristalli simili a listelli, allungati secondo [001], appiattiti lungo {100} e che possono essere aghiformi [001] e come lamine molto sottili, con dimensioni fino a 1 cm. Comunemente sono cristallini, massicci, indistintamente da colonnari a fibrosi.
Questi cristalli sono opachi, con lucentezza metallica e colore grigio piombo, grigio, grigio chiaro o bianco stagno; il colore del suo striscio è grigio-nero.